# شیپتون جورج
شیپتون جورج (به انگلیسی: Shipton Gorge) یک روستا و محله مدنی در بریتانیا است که در West Dorset واقع شده‌است. شیپتون جورج ۳۵۰ نفر جمعیت دارد.